# Nii-jima
Nii-jima (新島) é uma ilha vulcânica Japonesa administrada pelo Governo Metropolitano de Tóquio. Ela pertence ao Arquipélago de Izu, e está localizada a cerca de 163 quilômetros ao sul de Tóquio e há 36 quilômetros ao sul de Shimoda, em Shizuoka. A Vila de Nii-jima faz parte da Subprefeitura de Ōshima da Metrópole de Tóquio junto com a ilha vizinha Shikine-jima, e a menor e inabitada Jinai-tō. Nii-jima também está dentro da área do Parque Nacional Fuji-Hakone-Izu.

## História
Nii-jima permaneceu inabitada desde tempos pré-históricos, e arqueólogos encontraram numerosos vestígios do Período Jōmon, incluindo utensílios de pedra e cerâmica. Durante o Período Edo, Nii-jima, e também Hachijō-jima, era usada como local de exílio para monges e acadêmicos que discordavam do governo. A prática foi descontinuada após a Restauração Meiji.

## Geografia
Nii-jima é incomum entre as Ilhas Izu por conta de sua forma alongada. Medindo aproximadamente 11 quilômetros de comprimento por 2.5 quilômetros de largura, possui uma área total de 23.87 km2. A ilha é feita de oito domos de lava riolita em duas grupos no extremo norte e extremo sul da ilha, separados por um baixo e plano istmo. O complexo Mukai-yama (向山) na parte sul da ilha e o domo de lava Achiyama no extremo norte foram formados durante a única erupção histórica de Nii-jima, no século IX. O extremo norte também possui a Miyatsuka-yama (宮塚山), o ponto mais alto da ilha, com 432 metros. Shikine-jima e Jinnai-to também são partes do mesmo complexo, e formam ilhas separadas ao sudoeste e oeste de Nii-jima. A lava riolita resultou nas famosas falésias brancas e praias de areia branca.
Nii-jima é propensa a sequências de terremotos.